# Architectenbureau Steen en Tuinhof
Architectenbureau Steen en Tuinhof was een Nederlands architectenbureau dat in 1945 werd opgericht door Gerrit Steen en Gerrit Tuinhof.

## Geschiedenis
In 1939 startte Gerrit Steen (1916-1996) een architectenbureau in Dokkum. In de provincie Zeeland was veel werk voor betrekkelijk weinig architecten. In 1945 begon hij met zijn neef Gerrit Tuinhof in Vlissingen het architectenbureau Steen en Tuinhof. In 1959 kwam er een bureau in Leeuwarden.

## Werken (selectie)
| Jaar | Plaats                 | Werk                             | Bijzonderheden        | Afbeelding |
| ---- | ---------------------- | -------------------------------- | --------------------- | ---------- |
| 1957 | Gapinge                | Gereformeerde Mozaïekkerk        |                       |            |
| 1962 | Meliskerke             | Gereformeerde Ichthuskerk        | gesloopt              |            |
| 1962 | Garijp                 | Gereformeerde Andreaskerk        | G. Steen              |            |
| 1963 | Zwaagwesteinde         | Gereformeerde Rotondekerk        |                       |            |
| 1964 | Haamstede              | Gereformeerde Pelgrimskerk       |                       |            |
| 1964 | Koudekerke             | Gereformeerde Immanuëlkerk       |                       |            |
| 1965 | Makkum                 | Gereformeerde kerk Het Anker     |                       |            |
| 1965 | Zoutkamp               | Gereformeerde kerk Het Anker     |                       |            |
| 1966 | Berlikum               | Gereformeerde Kruiskerk          |                       |            |
| 1966 | Colijnsplaat           | Gereformeerde kerk               | verbouwing            |            |
| 1967 | Grijpskerke            | Gereformeerde Opstandingskerk    |                       |            |
| 1967 | Arnemuiden             | Gereformeerde Eben-Haëzerkerk    |                       |            |
| 1967 | Hippolytushoef         | Gereformeerde kerk Het Anker     |                       |            |
| 1967 | Leersum                | Gereformeerde Johanneskerk       |                       |            |
| 1968 | Amsterdam              | Gereformeerde kerk de Ark        |                       |            |
| 1968 | Britsum                | Gereformeerde kerk De Hoekstien  |                       |            |
| 1968 | Murmerwoude (Damwoude) | Gereformeerde kerk De Ontmoeting |                       |            |
| 1972 | Leeuwarden             | Adelaarkerk                      | gesloopt in 2024      |            |
| 1974 | Blerick                | Kerk Het Baken                   | G. Steen              |            |
| 1977 | Oud Beets              | Vakantieboerderij De Westerein   |                       |            |
| 1979 | Almere                 | Goede Rede Kerk Almere Haven     | Gemeentelijk monument |            |
| 1982 | Balk                   | Gereformeerde kerk De Paadwizer  |                       |            |